# Orchamps-Vennes
Orchamps-Vennes település Franciaországban, Doubs megyében. Lakosainak száma 2180 fő (2022. január 1.). Orchamps-Vennes Fournets-Luisans, Gilley, Flangebouche, Loray és Vennes községekkel határos.

## Népesség
A település népességének változása:
| Lakosok száma | 1159 | 1417 | 1497 | 1776 | 1972 | 2085 | 2129 | 2149 | 2161 | 2180 |
|               | 1968 | 1982 | 1990 | 2006 | 2013 | 2015 | 2017 | 2019 | 2020 | 2022 |